# Enemmän kuin elää
Enemmän kuin elää è il secondo album di studio della band rock finlandese Haloo Helsinki!, pubblicato il 28 agosto 2009 dalla EMI Music Finland. L'album è entrato nella classifica della classifica album finlandese, rimanendoci per 4 settimane consecutive e raggiungendo la settima posizione.

## Tracce
1. Linnanmäki palaa – 3:32
2. Ei Eerika pääse taivaaseen – 3:45
3. Hukatut miljoonat – 3:26
4. Yksi ilta unohdusta – 3:23
5. Valherakkaus – 3:32
6. Eerika – 3:27
7. Sinisissä valoissa – 3:14
8. Mun sydän sanoo niin – 3:44
9. Jos elämä ois helppoo – 3:33
10. Toiset lähtee, toiset jää – 7:05

## Classifica
| Classifica (2009) | Posizione massima |
| ----------------- | ----------------- |
| Finlandia         | 7                 |